# Диокл Каристский
Диокл Каристский (IV в. до н. э.) — выдающийся древнегреческий медик.

## Жизнеописание
Родился в г. Кариста (о. Эвбея). Жил сразу после известного врача Гиппократа. Ещё юношей переехал в Афины. Здесь вероятно изучал принципы медицинской науки, составленные Гиппократом. В своё время был достаточно известным и популярным. Диокл принадлежал к медицинскому кружку догматиков, был практикующим врачом, написал несколько медицинских сочинений. Его наиболее важные работы касались практической медицины, особенно диеты и питания. Он также написал первый систематический учебник по анатомии животных. По данным некоторых источников Диокл был первым, кто использовал слово «анатомия». В частности, согласно Диоклу здоровье требует понимания природы Вселенной и её связи с человеком. Он подчеркивал, что нервы являются каналами ощущений, а вмешательство в них приводит к болезням. Поэтому, чтобы вылечить больного, необходимо восстановить прежнее состояние. Также Диокл составил труд, посвященный лекарственным травам, лечению с их помощью, различным противоядиям.